# 미하이 1세
미하이 1세(루마니아어: Majestatea Sa Mihai, Rege al Romaniei, 1921년 10월 25일 ~ 2017년 12월 5일)는 루마니아의 국왕(재위: 1차 1927년 7월 20일 - 1930년 7월 8일, 2차 1940년 9월 6일 - 1947년 12월 30일)이었다. 빅토리아 영국 여왕의 고손이며 엘리자베스 2세 영국 여왕과는 8촌 지간, 후안 카를로스 1세의 왕비 소피아, 그리스 왕국의 마지막 국왕 콘스탄티노스 2세, 유고슬라비아 왕국의 마지막 국왕 페타르 2세와는 사촌 지간, 엘리자베스 2세의 부군 에든버러 공작 필립과는 5촌 지간이다.

## 생애
1921년 10월 25일 루마니아의 시나이아에 위치한 포이쇼르성에서 카롤 2세와 그리스와 덴마크의 공주 엘레니의 외아들로 태어났다. 아버지인 카롤이 마그다 루페스쿠 부인과의 연애사건으로 왕위계승을 포기하자 1925년, 조부인 페르디난드 1세는 그를 후계자로 지목했다. 1927년 7월에 페르디난드 1세가 죽자 5세의 나이에 국왕이 되었다.
1930년 카롤 2세가 돌아와 국왕으로 즉위하자, 그는 퇴위해 왕세자가 되었다. 그러나 카롤 2세의 독재정치에 대해 비판이 높아지고, 1940년 9월 친독반소의 이온 안토네스쿠 장군이 쿠데타를 일으키자, 카롤 2세는 1940년에 다시 외국으로 망명하였고, 미하이 1세가 18세의 나이에 다시 왕이 되었다.
1940년 9월 6일 그는 부쿠레슈티에서 대관식을 올렸다. 그러나 그는 군 통수권자이자 총리를 지명할 수 있었음에도 불구하고, 1944년까지는 안토네스쿠 장군의 꼭두각시에 불과하였다.
1944년, 전황이 추축국에 불리하게 돌아가자, 그 해 8월 23일 미하이 1세 국왕은 쿠데타를 일으켜 안토네스쿠를 체포하였다.
얼마 뒤 루마니아는 연합국에 가담하고 나치 독일에 선전포고를 하지만, 이것은 곧 있을 소련군의 루마니아 점령과 소비에트 연방이 13만의 루마니아 군인들을 포로 수용소에 보내는 것을 막지는 못했다.
결국 루마니아에는 소련군이 진주하고, 1945년 3월에는 소련의 조종을 받는 친소 정부가 수립되었다. 그 해 8월과 1946년 3월 사이, 미하이 1세 국왕은 페트루 그로자가 이끄는 공산주의 정권에 저항했지만 성공적이지 못했다. 결국 그는 소련 및 연합국의 압력에 못 이겨 그로자 정권에 대한 반대를 포기할 수밖에 없었다.
그는 철의 장막 뒤에서 그의 왕위를 잃은 마지막 왕이었다. 그는 종전 후, 소비에트 연방의 이오시프 스탈린으로부터 승리 훈장(Орден «Победа»)을 받기도 했다.
루마니아에서 공산주의자들이 군주제 폐지의 목소리를 높여가는 사이 그는 1947년 11월 영국의 엘리자베스 공주의 결혼식에 참석하기 위해 런던으로 갔다. 그 곳에서 그는 아내가 되는 안 드 부르봉파르므를 만나게 된다. 그는 루마니아를 떠나고 싶지 않았지만 그 해 12월 30일 퇴위하라는 압력을 받는다. 그 날 루마니아에는 인민 공화국이 수립되었고 1948년 1월 3일 그는 루마니아를 떠나도록 강요당하였다.
1948년 6월 그는 안 드 부르봉파르므와 결혼했다. 그는 영국을 거쳐 스위스에 정착했다. 공산주의 루마니아 정부는 1948년에 그의 시민권을 박탈했다. 부부는 다섯 명의 딸을 두었다.
니콜라에 차우셰스쿠 독재 정권이 타도된 뒤 루마니아 정부는 1992년에 그의 귀국을 허용했다. 그가 귀국했을 때에는 부쿠레슈티에서 100만 명 이상의 시민들이 그를 보러 나왔다고 한다. 그의 인기는 당시의 이온 일리에스쿠 정권을 긴장시켰고 그 후 5년간 그는 귀국을 금지당했다.
1997년 에밀 콘스탄티네스쿠가 대통령이 되자 루마니아 정부는 그의 시민권을 회복시킴과 동시에 그의 귀국을 허가했다. 한때 그는 스위스와 루마니아를 오가며 살았다. 부쿠레슈티의 엘리사베타 궁전(Palatul Elisabeta)이 그의 정식 주소이다.
미하이 1세는 2017년 12월 5일, 스위스 제네바 인근 오본느의 자택에서 노환으로 사망했다. 그의 장례식은 루마니아 중앙 대주교성당과 부쿠레슈티 인근 쿠르테아 데 아르게스 대성당에서 거행되었다.

## 자녀
|  | 이름                  | 생일                   | 사망 | 기타                      |
|  | --------------------- | ---------------------- | ---- | ------------------------- |
|  | 루마니아의 마르가레타 | 1949년 3월 26일(76세)  | 생존 | 자녀 없음                 |
|  | 루마니아 공주 엘레나  | 1950년 11월 15일(74세) | 생존 | 1남 1녀                   |
|  | 루마니아 공주 이리나  | 1953년 2월 28일(72세)  | 생존 | 1남 1녀, 왕위 계승권 박탈 |
|  | 루마니아 공주 소피아  | 1957년 10월 29일(67세) | 생존 | 1녀                       |
|  | 루마니아 공주 마리아  | 1964년 7월 13일(60세)  | 생존 | 자녀 없음                 |